# Anomala morettoi
Anomala morettoi är en skalbaggsart som beskrevs av Limbourg 2010. Anomala morettoi ingår i släktet Anomala och familjen Rutelidae. Inga underarter finns listade i Catalogue of Life.